# Monstera membranacea
Monstera membranacea är en kallaväxtart som beskrevs av Michael T. Madison. Monstera membranacea ingår i släktet Monstera och familjen kallaväxter. Inga underarter finns listade.